# プレストレス木床版
プレストレス木床版（-もくしょうばん）（stress-laminated deck） は、製材や集成材を床版の幅方向にプレストレス鋼棒で束ねる（プレストレスする）ことにより、木製床版を構成する工法である。
1970年代中頃にカナダのオンタリオ州で疲労・老朽化した釘打ち木床版の補修用として開発された。プレストレス木床版そのものを橋体とする床版橋も可能であり、1983年にオンタリオ州道路局で設計施工法が規定されている。
日本では、1993年、秋田県北部の林道に初めてプレストレス木床版橋「揚の沢橋」が架設された。